# قول شرف (فیلم ۱۹۷۷)
قول شرف یا نبرد با زندگی فیلمی ترکیه‌ای است محصول سال ۱۹۷۷ میلادی است. از بازیگران این فیلم می‌توان به رضا بیک‌ایمانوردی اشاره نمود.